# Sertoriusz
Sertoriusz, Quintus Sertorius (ur. 123, zm. 72 p.n.e.) - rzymski wódz i polityk. 

## W służbie Rzymu
Pochodził z kraju Sabinów w środkowej Italii. Od początku swojej kariery był związany z Mariuszem, m.in. służył pod jego rozkazami w wojnie przeciw Cymbrom i Teutonom. W 98 p.n.e. jako trybun wojskowy walczył w Hiszpanii, podczas wojny sprzymierzeńczej (belium sociale, 90-88 p.n.e.) dowodził jednym z legionów rzymskich.

## W szeregach popularów
W trakcie wojny domowej w 87 p.n.e., będąc członkiem stronnictwa popularów, był jednym z czterech wodzów mariańskich. W 83 p.n.e. miał objąć namiestnictwo prowincji Hiszpania Bliższa. Miało to na celu zmuszenie go do opuszczenia Rzymu, gdzie miał zostać konsulem. Zanim jednak zdołał wyjechać i ta nominacja została cofnięta. Sertoriusz zebrał jednak mały oddział zwolenników, z którym udał się na Półwysep Iberyjski w 82 p.n.e. Zyskał tam poparcie plemion celtiberyjskich, został jednak pod naciskiem sił Sulli, który skazał go na śmierć, zmuszony do opuszczenia Hiszpanii. Schronił się w ówczesnym mauretańskim Maroku, gdzie walczył w lokalnej wojnie w mieście Tanger i skąd odbył ekspedycję na Wyspy Kanaryjskie.

## Przeciw Rzymowi
W 80 p.n.e., na wezwanie Luzytanów, powrócił na Półwysep Iberyjski, gdzie stanął na czele powstania przeciw władzom rzymskim. Wkrótce siły Sertoriusza, wzmocnione uchodzącymi z Italii przeciwnikami Sulli, głównie popularami, opanowały znaczną część Hiszpanii. 
Dla samej Hiszpanii wojna ta miała większe znaczenie niż dla Rzymu. Opierając się na miejscowej ludności, wśród której cieszył się wielką popularnością, Sertoriusz próbował stworzyć niezależne od Rzymu państwo ze stolicą w Osca (obecnie Huesca). Powołał nawet senat konkurencyjny wobec rzymskiego. Zdaniem niektórych historyków państwo to miało być tylko odskocznią do dalszej walki o Rzym. Podstawą siły Sertoriusza stał się nowy stosunek do ludności prowincjonalnej. Sertoriusz starał się o względy miejscowej ludności, którą traktował jako sojuszników, zmniejszając podatki, szanując jej zwyczaje i religię, nie obciążając utrzymaniem wojsk. Jednocześnie próbował przekonać miejscową arystokrację do przyjęcia rzymskiej kultury, wprowadzając nauczanie łaciny i podstaw rzymskiej cywilizacji dla ich synów, zapewniając im wykształcenie i wyszkolenie wojskowe na wzór rzymski (w tym celu powołał specjalną szkołę). W oparciu o tak przygotowaną ludność iberyjską utworzył silną armię, z którą Rzymianie długo nie mogli sobie poradzić. Prowadził też samodzielną politykę zagraniczną, wyrazem czego były m.in. pertraktacje w sprawie przymierza z królem Pontu Mitrydatesem VI Eupatorem, którego wsparł dodatkowo swoimi żołnierzami, jak np. Markiem Mariuszem, który dowodził eskadrą egejską Mitrydatesa podczas jego III wojny z Rzymem.
Metellus Pius, wysłany przeciw Sertoriuszowi w 79 p.n.e., nie potrafił rozbić partyzanckich oddziałów Sertoriusza i został zmuszony do defensywy. Także Pompejusz Wielki, który przybył Piusowi z pomocą w 77 p.n.e., doznał dotkliwych porażek pod Lauro i Sucro (obecnie Aluza). Sytuacja uległa zmianie, gdy jedna z armii Sertoriusza doznała klęski pod Segowią w 75 p.n.e. i wzmocnione wojska wodzów senackich poczęły spychać siły Sertoriusza w głąb półwyspu. 

## Śmierć
Niepowodzenia spowodowały zachwianie autorytetu, jakim cieszył się Sertoriusz wśród mieszkańców Hiszpanii. Jednocześnie przeciwnicy Sertoriusza zarzucili mu próbę oderwania Hiszpanii od Rzymu (podobnie jak wcześniej atakowali go za sojusz z piratami i Mitrydatesem, królem Pontu). Propaganda ta okazała się skuteczna wśród Rzymian z otoczenia Sertoriusza i gdy wydano prawo przywracające wygnanym popularom możliwość powrotu do życia politycznego w Rzymie, Sertoriusz został przez nich zamordowany w wyniku spisku zorganizowanego przez Marka Perpernę. Na decyzję spiskowców wywarły też wpływ zwycięstwa oddziałów przysłanych z Italii pod dowództwem Pompejusza.